# Снігурі (Курганська область)
Снігурі́ (рос. Снегири) — селище у складі Щучанського району Курганської області, Росія. Входить до складу Чумляцької сільської ради.
Населення — 3 особи (2010, 50 у 2002).
Національний склад станом на 2002 рік: росіяни — 96 %.